# Chàng quỷ của tôi
Chàng quỷ của tôi (tiếng Hàn: 마이 데몬, Tiếng Anh: My Demon) là một bộ phim truyền hình Hàn Quốc với sự tham gia của Kim Yoo-jung, Song Kang, Lee Sang-yi và Kim Hae-sook. Phim được công chiếu trên SBS TV vào 24 tháng 11 năm 2023 và phát sóng vào thứ Sáu và thứ Bảy hàng tuần lúc 22:00 (KST). Bộ phim cũng có sẵn để phát trực tuyến trên Wavve ở Hàn Quốc và trên Netflix ở một số khu vực được chọn.

## Tóm tắt
Bộ phim là câu chuyện về cuộc hôn nhân hợp đồng giữa nữ thừa kế của một tập đoàn Do Do-hee (Kim Yoo-jung) và Jeong Gu-won (Song Kang), một con quỷ tạm thời mất đi sức mạnh của mình. Nhờ sự mất mát nhất thời này mà họ đã có những phút giây hạnh phúc bên nhau. Trải qua nhiều sóng gió, cuối cùng thì họ có thể sống những ngày tháng hạnh phúc bên nhau.

## Diễn viên

### Diễn viên chính
- Kim Yoo-jung trong vai vai Do Do-hee: Giám đốc điều hành của Mirae F&B. Sau khi cha mẹ cô qua đời năm cô 11 tuổi, cô được Joo Cheon-sook, chủ tịch Tập đoàn Mirae nhận nuôi.[4]
  - Kim Gyu-bin vai Do Do-hee thời trẻ
- Song Kang trong vai Jeong Gu-won: một con quỷ 200 tuổi có âm mưu thực hiện các hợp đồng đầy cám dỗ nhằm ràng buộc linh hồn với con người bằng cách khai thác những điểm yếu của họ.[4]
- Lee Sang-yi trong vai Joo Seok-hoon: Cháu trai của Cheon-sook và Giám đốc điều hành của Mirae Investment, một chi nhánh của Mirae Group.[7]
- Kim Hae-sook trong vai Joo Cheon-sook: người sáng lập và là chủ tịch của Tập đoàn Mirae.[8]

### Diễn viên phụ

#### Tập đoàn Mirae
- Kim Tae-hoon trong vai Noh Seok-min: Con trai đầu lòng của Cheon-sook, là CEO của Mirae Electronics.[8]
- Lee Yoon-ji trong vai Noh Soo-an: Con gái thứ hai của Cheon-sook, là giám đốc điều hành của Mirae Apparel.[9]
- Jo Yeon-hee trong vai Kim Se-ra: Vợ của Seok-min, giám đốc điều hành của Mirae Electronics.[8]
- Kang Seung-ho vai Noh Do-gyeong: Con trai duy nhất của Seok-min và Se-ra, người đứng đầu Mirae Electronics.[10]
- Park Do-yoon trong vai Austin: Con trai của Soo-an và anh trai sinh đôi của Justin.[11]
- Kang Da-on trong vai Justin: Con trai của Soo-an và em trai sinh đôi của Austin.[11]

#### Quỹ Sunwol
- Jo Hye-joo trong vai Jin Ga-young: một vũ công có chuyên môn là võ thuật song kiếm truyền thống.[10]
- Heo Jeong-do trong vai Park Bok-gyu: giám đốc của Quỹ Sunwol, nhà thầu đầu tiên của Gu-won 200 năm trước.[10]

#### Mirae F&B
- Seo Jeong-yeon trong vai Thư ký Shin Da-jeong: Thư ký của Do-hee.[10]
- Park Jin-woo trong vai Han Min-soo: trưởng nhóm quan hệ công chúng của Mirae F&B.[11]
- Lee Ji-won vai Choi Jung-mi: trợ lý giám đốc quan hệ công chúng của Mirae F&B.[11]
- Hong Jin-ki vai Lee Han-seong: nhân viên mới của bộ phận quan hệ công chúng của Mirae F&B.[12]

#### Diễn viên khác
- Cha Chung-hwa trong vai người phụ nữ vô gia cư.[11]

### Extended
- Kim Young-jae trong vai bố của Do-hee.[13]
- Woo Hee-jin trong vai mẹ của Do-hee.[14]
- Kim Seol-jin trong vai Gi Gwang-chol.[15]
- Kim Beop-rae trong vai Choi Deok-Ho.[15]
- Jung Soon-won trong vai số hai.[15]
- Lim Cheol-hyung trong vai Thám tử Park.[16]
- Jeon Sok-chan trong vai Thám tử Oh.[15]
- Seo Sang-won trong vai Mục sư Michael.[15]
- Joo Suk-tae trong vai Cha Tae-jun.[15]
- Lee Kang-wook trong vai Công tố viên Choi Woo-Sun.[15]

## Sản xuất

### Casting
Ngày 18 tháng 1 năm 2023, có thông tin cho rằng cả Kim Yoo-jung và Song Kang đều đang xem xét lời đề nghị đóng vai chính trong bộ phim này.
Ngày 14 tháng 4 năm 2023, có thông tin cho rằng nam diễn viên Lee Sang-yi đã xác nhận rằng sẽ tham gia bộ phim này và đang chuẩn bị quay phim.

### Quay phim
Ngày 12 tháng 4 năm 2023, buổi đọc kịch bản đầu tiên đã được tổ chức.